# Klaus-Dieter Kurrat
Klaus-Dieter Kurrat (* 16. Januar 1955 in Nauen, DDR) ist ein deutscher Leichtathlet und Olympiamedaillengewinner, der – für die DDR startend – als 100-Meter-Läufer erfolgreich war.

## Leben
Bei den Junioreneuropameisterschaften gewann er dreimal Gold, über 100 und 200 Meter sowie mit der 4-mal-100-Meter-Staffel. Sein größter Erfolg ist die Silbermedaille bei den Olympischen Spielen 1976 in Montréal mit der 4-mal-100-Meter-Staffel der DDR (38,66 s, zusammen mit Manfred Kokot, Alexander Thieme und Jörg Pfeifer), wofür er mit dem Vaterländischen Verdienstorden in Bronze ausgezeichnet wurde. Auch über 100 Meter erreichte er das Finale und belegte in 10,31 s Platz sieben.
Bei den Halleneuropameisterschaften 1977 in San Sebastián wurde Kurrat Vierter über 60 Meter. 1979 erreichte er bei den Halleneuropameisterschaften in Wien Platz fünf. In Moskau schied er bei den Olympischen Spielen 1980 im Zwischenlauf aus. 1981 trat er zurück.
Kurrat gehörte dem ASK Potsdam an und trainierte bei Peter Hunold. In seiner aktiven Zeit war er 1,70 m groß und wog 69 kg. In den nach der Wende öffentlich gewordenen Unterlagen zum Staatsdoping in der DDR fand sich bei den gedopten Sportlern auch der Name von Kurrat.
1978 heiratete Kurrat die Turnerin Kerstin Gerschau, mit der er drei Kinder hat. Nach seinem Rücktritt arbeitete er zunächst als Trainer, später bei der Kontrolle des Transitverkehrs. Nach dem Ende der DDR betrieb er ein Fitnessstudio, war Trainer im Sportforum in Kleinmachnow und wurde Geschäftsführer eines Sport- und Wellnesszentrums in Wildau.